# Steinbruch Weuste
Der Steinbruch Weuste ist ein aktiver Steinbruch im Ortsteil Hobeuken, Sprockhövel, Ennepe-Ruhr-Kreis. Er liegt östlich von Schee und westlich von Haßlinghausen. Er wird vom Unternehmen Steinbruch und Sägebetrieb Lange betrieben. Der Steinbruch liegt im Bereich der Herzkämper Mulde. Aufgeschlossen ist hier Ruhrsandstein aus der Kaisberg-Formation aus der Zeit des Oberkarbon.
Im Jahre 1802 wurden auf heutigem Sprockhöveler Stadtgebiet 16 Steinbrüche genannt. Ab 1845 war an diesem Standort auch ein Zechenbetrieb, Zeche Heller Mittag.